# Sant Martí de Clarà

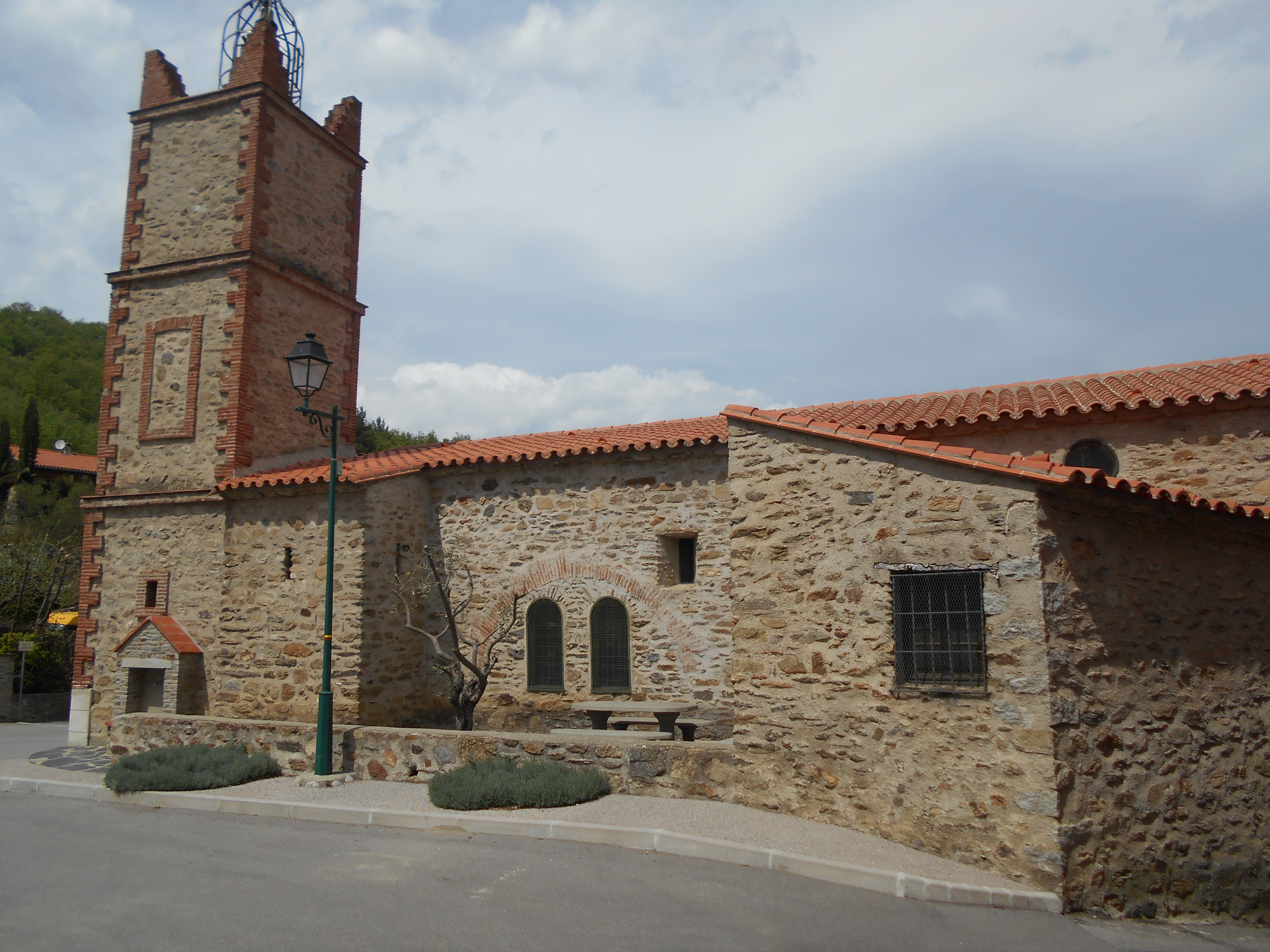
Façana occidental

Sant Martí de Clarà és l'església parroquial d'origen romànic del nucli de Clarà, de la comuna de Clarà i Villerac, a la comarca del Conflent, de la Catalunya del Nord.
Està situada en la part central de l'allargassat nucli vell de Clarà.

## Història

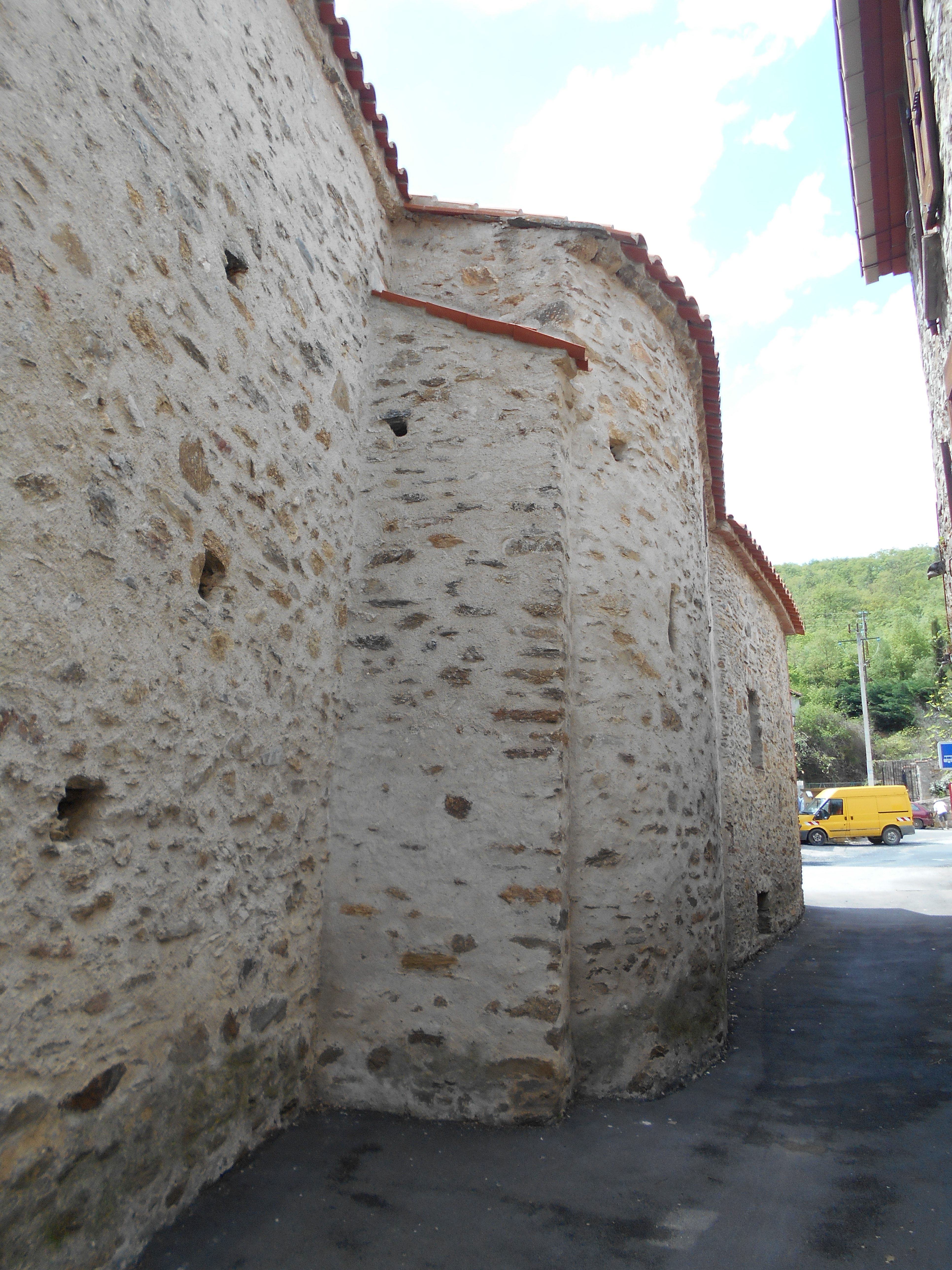
Capçálera amb restes romàniques

La basilica S. Martini és esmentada per primera vegada el 879. En aquesta església es reuniren per aixecar acta notarial els monjos procedents de Sant Andreu d'Eixalada amb els de Sant Germà de Cuixà per tal de reconstruir l'arxiu perdut en l'aiguat de l'octubre anterior que va destruir el monestir d'Eixalada i recuperar les possessions que havia tingut. Aquests monjos s'integraren a continuació en el primitiu monestir de Sant Germà de Cuixà, del qual sortiria el de Sant Miquel de Cuixà.

## L'edifici

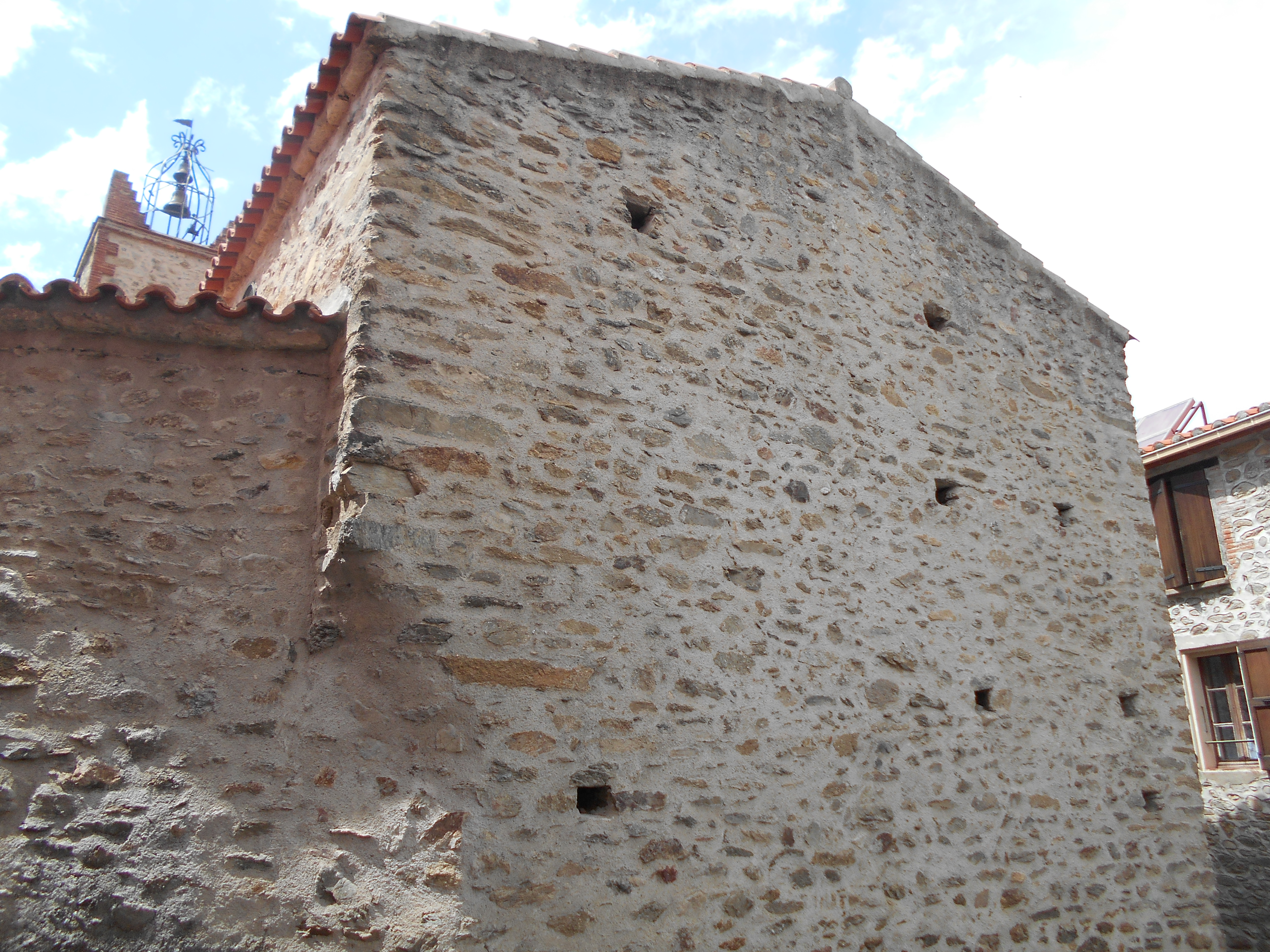
Capçalera actual, al sud

L'edifici actual de Sant Martí de Clarà és una amalgama de diverses reformes sobre el temple primitiu romànic, del qual queda poca cosa. Tanmateix, a la façana de llevant es pot veure un fragment de l'absis, on s'obre una finestra d'una sola esqueixada, probablement del primitiu temple preromànic, probablement el que correspon a la reunió abans esmentada. L'aparell visible és també molt primitiu, amb elements que es poden datar al segle x o abans.